# Vytautas Grubliauskas

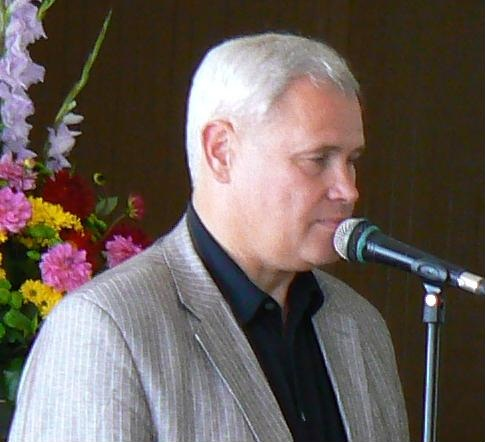
Vytautas Grubliauskas (2011)

Vytautas Grubliauskas (* 1. Dezember 1956 in Klaipėda) ist ein litauischer Jazz-Musiker, Musikpädagoge und liberaler Politiker. Von 2011 bis 2023 war er Bürgermeister der Stadtgemeinde Klaipėda.

## Leben
Nach dem Besuch der 2. Kindermusikschule Klaipėda und dem Abitur 1975 an der 4. Mittelschule Klaipėda absolvierte Vytautas Grubliauskas 1980  das Diplomstudium an der Fakultät Klaipėda der Lietuvos valstybinė konservatorija. Von 1980 bis 1982 leistete er den Pflichtdienst bei der Sowjetarmee in Riga (Lettland), wo er Orchestersolist und Konzertmeister war. 
Seit 1984 lehrt er an der Lietuvos valstybinė konservatorija (jetzt Kunstfakultät der Klaipėdos universitetas), von 1996 bis 2004 als Leiter des Lehrstuhls für Jazz-Musik. Als Jazz-Trompeter trat Vytautas Grubliauskas als Mitglied verschiedener Formationen an zahlreichen Konzerten im In- und Ausland auf. Von 1994 bis 2004 war er Organisator des jährlich in Klaipėda stattfindenden Jazz-Festivals.
Seit 2006 ist Grubliauskas Mitglied von Lietuvos liberalų sąjūdis. Von 2008 bis 2011 war er Mitglied des Seimas, von 2011 bis 2023 er Bürgermeister von Klaipėda.